# A Hét (folyóirat, 1890–1924)

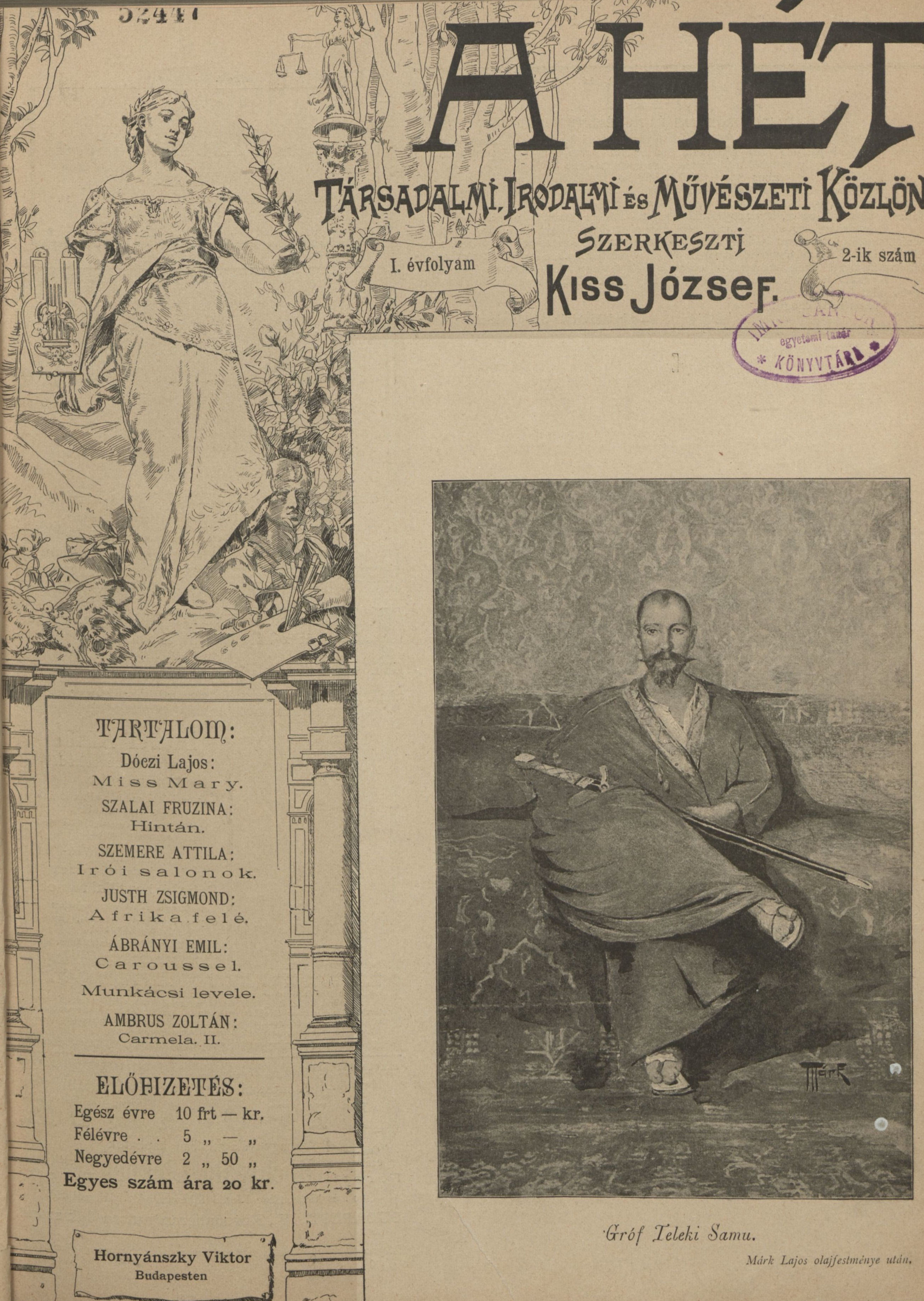
A Hét címlapja, 1. évf. (1890) 2. sz.

A Hét (Budapest, 1890 – 1924) társadalmi, irodalmi és művészeti közlöny, 1894-től politikai és irodalmi szemle. A haladó szellemiségű polgárság irodalmának kívánt vezető lapja lenni. A Nyugat indulásáig (1908) ezt a szerepet be is töltötte.

## Szerkesztők
Alapító szerkesztője Kiss József, 1921-es halála után Rózsa Miklós, Kázmér Ernő, Boros János, Fehér Árpád szerkesztette.

## Története
1889 decemberében jelent meg mutatványszáma, de hivatalosan 1890-ben indult el. 1910-ben az A Hét ellen fordult, és olvasói nagy része átpártolt a Nyugathoz. 1919. március 27. és november 13., valamint 1921. március 20. és december 20. között nem jelent meg. 1921-ben, Kiss József halála után Fehér Árpád vette át a szerkesztőséget egészen a lap 1924-es megszűnéséig. Ugyancsak A Hét címmel indult 1925-ben egy hetilap, amely magát egy idő után Kiss József lapja jogutódjának tekintette, és átvette évfolyamszámozását is.

## Rovatok
- Krónika: A vezércikk száraz stílusa helyett új publicisztikai műfajt teremtett: csiszolt, irodalmi stílusban megfogalmazott, az időszerű társadalmi-politikai jelenségeket fejtették ki. A közönség kedvelt olvasmányai volt Heltai Jenő verses krónikái.
- Innen-Onnan: A Kozma Andor teremtette rovatban a hét valamelyik eseményéről húsz-harminc sorban, szellemes, vidám stílusban számoltak be.
- Irodalom és Művészet: az irodalmi, színházi és zenei élet eseményei.
- Szépirodalmi: a magyar és világirodalom bemutatása. Fordításokban főleg a nyugati, elsősorban francia irodalomra koncentrálva.

## Szerzők
Kezdetben Jókai Mór és Mikszáth Kálmán is a lap írói közé tartozott, de hamarosan a fiatal nemzedék került előtérbe.

### 1890-es évek
- Ábrányi Emil
- Alexander Bernát
- Ambrus Zoltán
- Bródy Sándor
- Beöthy László
- Bányai Elemér
- Bíró Lajos
- Czóbel Minka
- Erdős Renée
- Gozsdu Elek
- Gárdonyi Géza
- Heltai Jenő
- Ignotus Hugó
- Justh Zsigmond
- Kabos Ede
- Kóbor Tamás
- Lyka Károly
- Molnár Ferenc
- Petelei István
- Szomory Dezső
- Tolnai Lajos
- Tömörkény István
- Vértesi Arnold

### A 20. század elején
- Ady Endre
- Babits Mihály
- Cholnoky Viktor
- Dutka Ákos
- Balázs Béla
- Bölöni György
- Emőd Tamás
- Juhász Gyula
- Kosztolányi Dezső
- Krúdy Gyula
- Lovik Károly
- Lukács György
- Kaffka Margit
- Móricz Zsigmond
- Móra Ferenc
- Szép Ernő
- Szini Gyula
- Tóth Árpád
- Török Sophie
- Vajthó László

## Értékelése
„A polgári irodalom történetében talán az első dátum 1890, a Hét megjelenése. A Hét képes szépirodalmi hetilap volt, szerkesztője Kiss József, középszerű epigon költő, de olyan szerkesztői tehetség, akit csak az egy Osvát Ernő múlt felül. Lapja rövidesen orgánuma lett mindazoknak, akikben az új polgári szellem irodalmi formát öltött, de hordozta a régebbi nemzedékek kritikusabb elméit is.”

– 
Szerb Antal

„A Hét ajtaja fölé arany szöveggel egy feliratos tábla van odaszögezve: Tiszteld a tehetséget! Tiszteld minden formájában, minden kialakulásában és ha nem érted meg mindjárt, légy azon, hogy megértsd. Tiszteld a tehetséget elleneidben is és aberrációjában is. Mert a tehetség ritka adománya az égnek. Pénzen megvásárolhatsz mindent: rangot, szerelmet, egészséget, még hosszú életet is; tehetséget nem! Keleten szentnek tartják az eszelősöket; a tehetség tiszteletét Nyugaton keresd. A Hétnél megvolt.”

– Kiss József